# ジェニー・マッカーシー
ジェニー・マッカーシー（Jenny McCarthy，1972年11月1日 - ）は、アメリカ合衆国イリノイ州シカゴ出身のモデル、反ワクチン活動家、俳優、テレビのパーソナリティ、作家。
1993年にプレイボーイ誌のヌードモデルとしてキャリアをスタートさせ、後に同誌のプレイメイト・オブ・ザ・イヤーに選ばれた。その後、MTVのデート番組「シングルドアウト（選ばれた人）」（1995-1997）に出演し、シットコム「Jenny」（1997-1998）、映画「ベースケットボール／裸の球を持つ男」（1998）、「スクリーム3」（2000）、「最'狂'絶叫計画」（2003）、「Dirty Love」（2005）、「モテる男のコロし方」（2006）などに出演した。
マッカーシーは息子の自閉症はワクチン接種が原因であるとし、キレーション療法などの偽医療が、息子の自閉症を治すのに役立ったと主張している。マッカーシーによるこうした見解の普及は「危険」「無謀」「無知」と言われ、ジャーナリストからは「反ワクチンのイデオロギーを伝える全米で最も著名な人物」「反ワクチンの顔」と評されている。彼女は、反ワクチンというレッテルに異を唱え、「安全なワクチン接種スケジュールを支持する」と述べ、強い批判を受けている。

## 略歴
アイルランド、ドイツ、ポーランドの血を引くカトリック教徒の家庭に生まれる。4人姉妹の2番目。
1993年からモデルを始め、同年10月にプレイボーイ誌のプレイメイトになった。しかしその際のテーマが、カトリックの家庭で育ったという彼女の背景を強調したものだったため、周囲からは強い反発があった。
1995年にはMTVのデート番組「Singled Out」のホストを務め、1997年には同局にてシットコム「Jenny」に出演した。
1998年には、映画『ベースケットボール/裸の球を持つ男』に出演し、ラジー賞の最低助演女優賞にノミネートされた。そして、2005年の第26回ラジー賞では、『Dirty Love』の演技と脚本で 最低主演女優賞、最低脚本賞、最低作品賞に選ばれた。

## 自閉症の活動とワクチンに関する見解
2007年、2002年に生まれた息子エヴァン・ジョセフが、2005年に自閉症と診断されたことを発表した。専門家は、息子の症状は自閉症ではなく、ランドウ・クレフナー症候群だと指摘しているが、彼女は息子が誤診されたことを否定している。
その後、彼女は息子の自閉症はワクチン接種が原因であるとして本を何冊か書き、アメリカで最も有名な反ワクチンイデオロギーの発信者となった。彼女は従来の行動療法に加え、グーグル検索で調べたグルテンフリー、カゼインフリーの食事、高気圧酸素治療、キレーション療法、アロマテラピー、電磁波療法、スプーンを体にこすりつける、マルチビタミン療法、B12注射など数々の代替療法を息子に行い、自閉症を「治療」することができたと述べている。
2007年9月、彼女は高視聴率のトーク番組「オプラ・ウィンフリー・ショー」に出演し、息子の自閉症とワクチンの関連について説明した。そしてこれをきっかけに、他のトーク番組「ラリー・キング・ライブ」「ロージー・ショー」などにも呼ばれるようになり、1シーズン通して出演した「ザ・ビュー」でも反ワクチンのメッセージを伝え続けた。ジェニー・マッカーシーのようなインフルエンサーには強い影響力があり、彼女の知名度は、若い親の間にワクチンへの恐怖を広め、命を救うワクチンを受けていない子どもたちを増加させている。
彼女は、反ワクチン団体Generation Rescueの代表として活動を行う。この団体は、アンドリュー・ウェイクフィールドの「ワクチンによって自閉症が引き起こされる」という科学的に否定された説を主張し、有効性が認められていない食事療法、サプリメント、キレーション療法などを提供している。また2万ドルの高圧酸素室や、2000ドルのフットバス、ビタミンを強化したロリポップなどの購入も促している。2010年、ドナルド・トランプは、この団体に1万ドルの金銭的支援を行った。
彼女は、ワクチンと自閉症を結びつけた捏造論文で知られるアンドリュー・ウェイクフィールドの支持者であり、2001年にウェイクフィールドがイギリスからアメリカに移住する際に支援をした。彼女が代表を務める反ワクチン団体Generation Rescueは、AutismOneという反ワクチン団体とイベントを共催し、ウェイクフィールドと講演を行った。2011年には、ウェイクフィールドと共著で反ワクチン本『Callous Disregard』を出版している。
2008年、マッカーシーは、疑似科学への貢献に対して与えられる皮肉な賞であるピガサス賞を「最も少ない労力で最も多くの人々を騙したパフォーマー」 として授与された。2019年、ローリングストーン誌は17人の反ワクチンセレブのリストを発表し、マッカーシーを最も積極的な1人であるとした。
彼女はインタビューで、「グーグル大学で学位を取得した」と述べている。

## 私生活
1999年に俳優で映画監督のジョン・マロリー・アッシャーと結婚し、2005年に離婚した。
2006年からジム・キャリーと交際し、共に反ワクチン団体のスポークスマンとして活動していたが、2010年4月に別れたことをそれぞれのツイッターで報告した。 
2013年より俳優のドニー・ウォルバーグと交際をはじめ、2014年に結婚した。

## 主な出演作

### 映画
| 公開年 | 邦題 原題                                                | 役名                                       | 備考       |
| ------ | -------------------------------------------------------- | ------------------------------------------ | ---------- |
| 1995   | デンバーに死す時 Things to Do in Denver When You're Dead | ブロンドのナース                           |            |
| 1998   | ベースケットボール/裸の球を持つ男 BASEketball            | イヴェット                                 |            |
| 2000   | スクリーム3 Scream 3                                     | サラ・ダーリング／「スタブ３」のキャンディ |            |
| 2000   | パイソン Python                                          | フランチェスカ                             | テレビ映画 |
| 2003   | 最'狂'絶叫計画 Scary Movie 3                             | ケイト                                     |            |
| 2004   | 神さまお願い! Thank Heaven                               | ジュリア                                   |            |
| 2005   | Dirty Love                                               | レベッカ・ソマーズ                         |            |
| 2006   | モテる男のコロし方 John Tucker Must Die                  | ロリ                                       |            |

### テレビシリーズ
| 放映年    | 邦題 原題                                                | 役名                     | 備考         |
| --------- | -------------------------------------------------------- | ------------------------ | ------------ |
| 1996      | ベイウォッチ Baywatch                                    | エイプリル・モレラ       | 1エピソード  |
| 1996      | ウイングス Wings                                         | ダニ                     | 1エピソード  |
| 1997-1998 | Jenny                                                    | ジェニー・マクミラン     | 17エピソード |
| 2003      | ファストレーン Fastlan                                   | グレッチェン             | 1エピソード  |
| 2003      | チャームド Charmed                                       | ミッツィー・スティルマン | 1エピソード  |
| 2003-2004 | One on One                                               | ホリー                   | 6エピソード  |
| 2005      | 恋するマンハッタン What I Like About You                 | ミシェル                 | 1エピソード  |
| 2006      | マイネーム・イズ・アール My Name Is Earl                 | ウェンディ               | 1エピソード  |
| 2007      | Tripping the Rift                                        | シックス                 | 13エピソード |
| 2007-2011 | チャーリー・シーンのハーパー★ボーイズ Two and a Half Men | コートニー               | 8エピソード  |
| 2009      | CHUCK/チャック Chuck                                     | シルヴィア               | 1エピソード  |

## 関連文献
- ポール・オフィット (2019). Bad Advice: Or Why Celebrities, Politicians, and Activists Aren't Your Best Source of Health Information（『悪いアドバイス：なぜ有名人、政治家、活動家は良い健康情報源ではないのか？』未訳）. コロンビア大学出版. ISBN 978-0231186995
- トム・ニコルズ 著、高里ひろ 訳『専門知は、もういらないのか: 無知礼賛と民主主義（原書The Death of Expertise: The Campaign against Established Knowledge and Why It Matters）』みすず書房、2019年。ISBN 978-4-622-08816-5。
- セス・ムヌーキン (2011). The Panic Virus: A True Story of Medicine, Science, and Fear（『パニック・ウイルス：医学、科学、恐怖の実話』未訳）. サイモン&シュスター. ISBN 978-1439158647
- ポール・オフィット (2010). Autism's False Prophets: Bad Science, Risky Medicine, and the Search for a Cure（『自閉症の偽預言者たち――間違った科学、危険な薬と治療法の探求』未訳）. コロンビア大学出版. ISBN 978-0-231-14636-4